# Liste der Gouverneure von Chhattisgarh
Die folgende Tabelle listet die Gouverneure von Chhattisgarh mit jeweiliger Amtszeit auf. Der Bundesstaat Chhattisgarh wurde am 1. November 2000 durch Abspaltung des südöstlichen Teils des Bundesstaates Madhya Pradesh geschaffen.
| #  | Name                              | Amtsantritt      | Ende der Amtszeit |
| 1  | Dinesh Nandan Sahay (1936–2018)   | 1. November 2000 | 1. Juni 2003      |
| 2  | Krishna Mohan Seth (* 1939)       | 2. Juni 2003     | 24. Januar 2007   |
| 3  | E. S. L. Narasimhan (* 1945)      | 25. Januar 2007  | 22. Januar 2010   |
| 4  | Shekhar Dutt (1945–2025)          | 23. Januar 2010  | 23. Juni 2014     |
| 5  | Ram Naresh Yadav (1928–2016)      | 24. Juni 2014    | 24. Juli 2014     |
| 6  | Balram Das Tandon (1927–2018)     | 25. Juli 2014    | 14. August 2018   |
| 7  | Anandiben Patel (* 1941)          | 15. August 2018  | 28. Juli 2019     |
| 8  | Anusuiya Uikey (* 1957)           | 29. Juli 2019    | 22. Februar 2023  |
| 9  | Biswa Bhusan Harichandan (* 1934) | 22. Februar 2023 | 31. Juli 2024     |
| 10 | Ramen Deka (* 1954)               | 31. Juli 2024    | im Amt            |